# Monument van de verdwenen graven
Het monument van de verdwenen graven is een gedenkzuil op de begraafplaats Sarwa Oeday aan de Jagernath Lachmonstraat in Paramaribo, Suriname. Het monument bevindt zich op honderd meter achter de gebouwen aan de zijkant van de begraafplaats.
Het werd gemaakt door John Nathoe naar een ontwerp van Glenn Fung Loy en op 24 januari 2015 onthuld door het bestuur van Sahajak Mandal, de stichting die Sarwa Oeday beheert. Het is een gedenkteken voor de graven die in de loop van de jaren verdwenen of niet meer vindbaar zijn omdat er bijvoorbeeld eerst geen steen geplaatst werd. De begraafplaats herbergt duizenden graven, onder meer van vijf slachtoffers van de Decembermoorden van 1982.
Het monument bestaat uit een zuil van twee meter lang met een plaquette op een verhoging ervoor. Aan de vier zijden van het monument zijn het hindoeïstische ohm-teken, het christelijke kruis, de islamitische wassende maan en ster en universele gevouwen handen. De inscriptie op het monument luidt: "Dit monument is ter nagedachtenis aan hen die op Sarwa Oeday begraven zijn en wiens graf niet meer te vinden is".